# 三井ガーデンホテルプラナ東京ベイ
三井ガーデンホテルプラナ東京ベイ（みついガーデンホテルプラナとうきょうべい、英称: Mitsui Garden Hotel Prana Tokyo Bay）は、千葉県浦安市明海にあるホテル。三井ガーデンホテルの1つである。運営は三井不動産ホテルマネジメント。東京ディズニーリゾート・パートナーホテルである。

## 概要
2007年6月1日、東京ディズニーリゾート利用者のためのホテルとして開業。南の島の楽園をコンセプトに1階から7階に全550室、標準客室でも36平方メートルの広さ。バルコニースタイルとガーデンスタイルの2種類あり、客室はスタンダードルーム、テラスルーム、リラックスルーム、プラナルームがある。1階にスーベニアショップ、コンビニエンスストア、レストランがあり、最上階（7階）に展望大浴場がある。
2015年には客室の全面改装を行った。

## 設備
- プラナスタイル　レストラン
- ディズニーファンタジー
- マーメイドオアシス　大浴場
- ナチュラルローソン

など

## 交通アクセス
東京ディズニーリゾート（東京ディズニーランド、東京ディズニーシー）方面
- 専用シャトルバス『東京ディズニーリゾート・パートナーホテル・シャトル』（無料）が運行（事前予約不要）

新浦安駅方面、浦安駅方面
- 東京ベイシティ交通3系統、23系統『総合公園』行きで、「三井ガーデンホテル」下車。

舞浜駅方面
- JR京葉線/JR武蔵野線を利用し、新浦安駅下車。以降は、新浦安駅方面の項目を参照。
- 東京ベイシティ交通23系統『総合公園』行きで、「三井ガーデンホテル」下車。
23系統は、舞浜駅-新浦安駅-総合公園のバス路線。
- 東京ベイシティ交通25系統『総合公園』行きで、「海園の街」下車、徒歩5分。

## 宿泊者特典
ホテルに宿泊した場合、東京ディズニーリゾートに関していくつかの特典を受けることができる。